# National Geographic (chaîne de télévision)
Pour le magazine, voir National Geographic.
National Geographic, connue sous l'ancien nom de National Geographic Channel, est une chaîne de télévision spécialisée américaine et internationale. Elle diffuse essentiellement des documentaires sur la nature et sur la science, mais également sur la culture et l'histoire. Elle est éditée par la National Geographic Society. Tout comme le magazine dont elle est issue, la chaîne est déclinée dans de nombreux pays.
Lancée au Royaume-Uni, en Europe et en Australie en septembre 1997, la chaîne est aujourd'hui disponible dans 162 pays et en 27 langues, dans 230 millions de foyers.

## États-Unis
Aux États-Unis, la chaîne a été lancée le 12 janvier 2001 et est une coentreprise entre National Geographic Television & Film et Fox Cable Networks.

## Canada
National Geographic Canada est une chaîne spécialisée de catégorie B (classement canadien des chaînes de télévision spécialisées) en langue anglaise appartenant à Corus Entertainment (64 %) (les parties restantes appartenant à National Geographic) lancé le 15 août 2001 par Alliance Atlantis et diffuse la programmation indépendamment de la version américaine. Canwest a acheté les parts de Alliance Atlantis en janvier 2008, qui ont été rachetées par Shaw Media en octobre 2010, puis réorganisées en avril 2016 chez Corus.
Une licence pour sa version en français a aussi été obtenue mais n'a jamais été lancée.

## France
La chaîne de télévision National Geographic a été lancée en France en septembre 2001. Elle est aussi diffusée en Belgique et au Luxembourg.

## Moyen-Orient
Lancée en juillet 2009, cette chaîne est conçue pour les habitants du Moyen-Orient. Elle diffuse ses fameux programmes tels Wild Life, Lost in China traduits en arabe.

## Programmes

### Émissions
- La chaîne diffuse le programme Big, Bigger, Biggest, qui décrit les avancées technologiques qui ont permis d'arriver à la construction d'énormes réalisation. Les quatre épisodes permettent de découvrir la Burj Dubaï, le pont du détroit d'Akashi, le terminal 5 de l'aéroport de Londres Heathrow ainsi que l'USS Nimitz (CVN-68).
- La Minute de vérité (Seconds From Disaster) (2004–2012)
- Familles Apocalypse (Doomsday Preppers) (2012–2014)
- Air Crash (série-documentaire sur les accidents aériens) (2003- )
- En pleine nature avec Bear Grylls (docu-réalité de survie avec célébrités) (2019- ) (anciennement sur NBC, 2014–2018)
- The Incredible Dr. Pol

### Séries télévisées
En 2016, la chaîne lance des nouvelles séries :
- Mars[4] (docu-fiction, depuis le 14 novembre 2016)[5]
- Genius[6] (anthologie, depuis le 25 avril 2017)[7]
- The Long Road Home (en) (basé sur le livre de Martha Raddatz, 2017)[8]
- Valley of the Boom (janvier 2019)[9]
- The Hot Zone (basé sur le livre de Richard Preston, dès le 27 mai 2019)[10]
- Barkskins (en)[11] (10 épisodes commandés, adaptation du roman d'Annie Proulx, depuis le 25 mai 2020)[12]
- The Right Stuff[13] (adaptation du livre L'Étoffe des héros de Tom Wolfe paru en 1979)

## Autres chaînes
National Geographic propose d'autres chaînes spécialisées :
- National Geographic Wild, lancée en août 2006 à Hong Kong et Singapour. Programmes sur la vie sauvage et l'histoire naturelle. Disponible aussi en France depuis décembre 2008.
- Nat Geo Music, conçue pour proposer une alternative aux chaînes musicales aussi bien pour les grands labels que les petits labels locaux en se centrant sur les musiques locales. Nat Geo Music a commencé sa diffusion en Italie en octobre 2007. Elle s'est arrêtée en France courant octobre.
- Nat Geo People, visant plutôt le jeune public avec des programmes présentant des aventures, des voyages ou des histoires sur le plaisir de découvrir le monde.
- Nat Geo Kids, diffusée en Amérique latine, s'adressant aux enfants.
- Nat Geo Mundo, lancée en 2011 pour l'auditoire hispanique américain.

## Logos

Logo de la chaîne National Geographic.
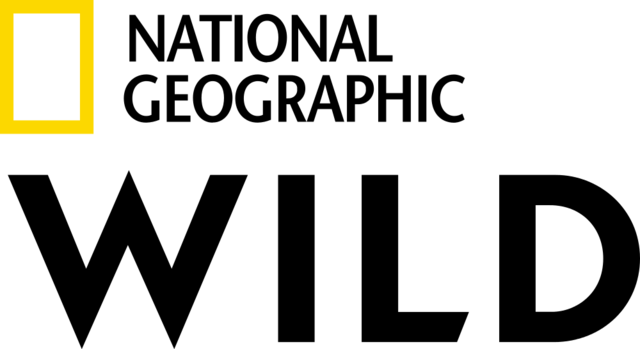
Logo de la chaîne National Geographic Wild.
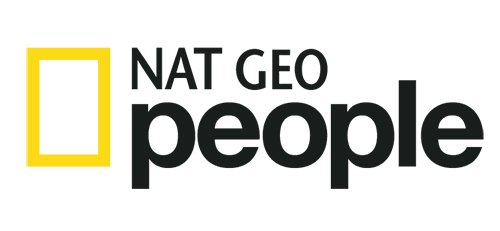
Logo de la chaîne Nat Geo People.
Logo de la chaîne Nat Geo Kids.